# Mouvements de l'immigration en France
Pour un article plus général, voir Histoire de l'immigration en France.
 (janvier 2025).
Les mouvements de l'immigration en France sont les mouvements collectifs organisés afin de soutenir les droits des immigrés en France.

## Du début du siècle aux années 1980
En France, les mouvements immigrés trouvent leur origine dans la Main-d'œuvre immigrée (MOI), organisation fondée dans l'entre-deux-guerres. Ils participeront ensuite à la Résistance dans les unités de (FTP-MOI).
Après avoir favorisé l'immigration durant les Trente Glorieuses, afin de satisfaire aux besoins de l’économie française, le choc pétrolier de 1973 et la crise économique ultérieure pousse le gouvernement Chaban-Delmas à mettre en place un contrôle des flux migratoires ; ainsi, les circulaires Marcellin – Fontanet, en 1972, lient l’attribution d’une carte de séjour à la possession d’un contrat de travail depuis un an et d’un « logement décent », mettant en situation de précarité des travailleurs étrangers employés « au noir » et ne pouvant donc justifier d'un contrat de travail. Les circulaires plongent ainsi 83 %[réf. nécessaire] des travailleurs immigrés dans l'illégalité.
Saïd Bouziri, un étudiant immigré, entame alors une grève de la faim avec sa femme enceinte,,. Deux mille personnes, dont Jean-Paul Sartre, Michel Foucault, des travailleurs immigrés, des syndicalistes CFDT, des associations chrétiennes (dont Hommes et Migrations), des membres de la Gauche prolétarienne (maoïste), etc., manifestent le jour où Saïd Bouziri devait être expulsé,. Fin novembre 1972, les soutiens de Bouziri créent le Comité de défense de la vie et des droits des travailleurs immigrés (CDVDTI, dont fait partie la philosophe-poète Geneviève Clancy), qui exige la délivrance des permis de travail.
De nouvelles grèves, y compris de la faim, ont lieu en décembre 1972 (à Valence) et en 1973. Le collectif Cinélutte filme alors La grève des ouvriers de Margoline (1973), à Nanterre et Gennevilliers, après avoir filmé une grève de la faim de travailleurs tunisiens dans une église du quartier parisien de Ménilmontant. Le 1er avril 1973, 4000 étrangers en situation irrégulière se réunissent à la Maison de la Mutualité, à Paris. En juillet 1973, alors qu'une grève de la faim illimitée a été déclarée à Ménilmontant, Georges Gorse, ministre du Travail, de l’Emploi et de la Population du gouvernement Messmer effectue la première régularisation générale par le biais d'une circulaire, ce qui entraîne régularisation de 35 000 étrangers précédemment en situation irrégulière.
En réaction aux ratonnades de l'été 1973, une « grève générale des travailleurs arabes » est lancée dans les usines avec le Mouvement des travailleurs arabes (MTA) le 3 puis 14 septembre 1973, ce qui suscite certaines tensions avec la Ligue communiste révolutionnaire (LCR) et certains maoïstes, qui l'accusent de « diviser la classe ouvrière ». Une deuxième vague de grèves a lieu, dans le secteur de l'agriculture. Puis le nouveau ministre de l'Intérieur, Michel Poniatowski, nommé en mai 1974 par Valéry Giscard d'Estaing, tout juste élu président, décide de ne plus respecter la coutume de l'asile offerte par les églises[réf. nécessaire] : les grévistes sont expulsés de celles-ci. La même année, le quotidien provençal La Marseillaise révèle l'existence de centres d'internement, hors de tout contrôle judiciaire Jean Lecanuet répond au scandale après une question de Gaston Defferre il affirme "Il n'y a pas de goulag en France " Pourtant M. Loquet doyen des juges d'instruction lance une perquisition des locaux, et l'on découvre qu'une mort y a été camouflée en 1969.
Le Gisti (Groupe d'information et de soutien aux travailleurs immigrés), nouvellement créé, remporte alors sa première grande victoire juridique, en faisant annuler la circulaire Fontanet par un arrêt du Conseil d'État.
Cette association atypique, fondée par des juristes et des travailleurs sociaux, qui tente de faire usage du droit contre l'État lui-même, joue un rôle décisif dans la transformation de l'appréhension, par la gauche, de la cause des immigrés, d'un problème économique et social (questions de main d'œuvre et de lutte des classes), à un problème de droit. Ainsi, à la fin des années 1970 et au début des années 1980, de nouvelles revendications émergent, telles que le droit de vote, le droit à devenir français, le droit à l’égalité.
Le MTA organise aussi une grève des loyers dans les foyers SONACOTRA en 1976.

## Des années 1980 à aujourd'hui
En 1981, l'arrivée de la gauche au pouvoir entraîne la régularisation de 300 000 étrangers en situation irrégulière. Surtout, l'abrogation du décret de 1939 sur le droit d'association des étrangers permet la création d'associations sans condition de citoyenneté ; elle permet aussi aux associations historiques de se développer sans la menace d'une dissolution administrative. C'est aussi l'émergence des premières radios « communautaires », la première ayant été Radio Soleil Goutte d'or (1981-1987), créée par des militants du Mouvement des travailleurs arabes, et de revues comme « Sans frontière » ou l'agence IM'média.
Par ailleurs, la pratique de la rétention administrative est légalisée, ce qui permet un contrôle judiciaire de celle-ci; de même pour ce qui concerne les contrôles d'identité, auparavant pratiqués en-dehors de tout cadre légal.
Un nouveau mouvement apparaît au début des années 1980 : celui des enfants d'immigrés. Ce mouvement de seconde génération se développe essentiellement dans les banlieues lyonnaises et parisiennes. Une « Marche pour l'égalité et contre le racisme » part de Marseille le 15 octobre 1983 à l'initiative de l'association SOS Avenir Minguettes. Elle converge le 3 décembre dans une manifestation de 100 000 personnes venues accueillir à Paris la « marche des beurs ». En réponse, François Mitterrand crée la carte de séjour de dix ans, tandis que le Parti socialiste (PS) appuie l'ONG SOS Racisme, créée en 1984 (Harlem Désir et Julien Dray, les deux fondateurs de l'association, sont membres du parti), alors que le Front national installe progressivement la question de l'immigration dans le débat politique. Le Mouvement de l'immigration et des banlieues (MIB), fondé en 1995 en partie en réaction aux liens étroits établis entre SOS Racisme et le PS, est également issu du mouvement enclenché par la Marche des beurs.
Les années 1982 à 1984 sont marquées de longues grèves dans l'industrie automobile menées notamment par les ouvriers immigrés dans les usines Talbot de Poissy et Citroën d'Aulnay-sous-Bois,.
Après « la première marche » et afin de ne pas rester exclusivement sur l'antiracisme et « les Beurs », Convergence 84 organise une deuxième marche. C'est lors de la manifestation finale qu'apparaît de manière publique « SOS Racisme ». L'enjeu de Convergence 84 se retrouve dans son principal mot d'ordre « La France c'est comme une mobylette, elle fonctionne aux mélanges ». Le discours final de Farida Belghoul marque la rupture durable entre les associations antiracistes et les associations issues de l'immigration. Convergence 84 portait déjà les questions de citoyenneté et refusait d'être réduite à un combat du type « Touche pas à mon pote ». Ce clivage est encore relativement présent dans les différentes organisations politiques et syndicales.
Alors que la politique migratoire se durcit, avec notamment les lois Pasqua-Debré (1986, 1993 et 1997), d'importants mouvements de grèves de la faim de demandeurs d'asile déboutés, menacés d'éloignement, se produisent en 1991-1992, succédant à des mouvements sporadiques en faveur de migrants menacés d'expulsion.
Le mouvement des sans-papiers redémarre ensuite à partir de 1996 avec une série d'occupations, dont celle de l’église Saint-Bernard (18e arrondissement de Paris), au mois d'août. Ce mouvement est alors soutenu par un certain nombre de collectifs : « Des papiers pour tous », « Boycottez-Harcelez Air France », « Collectif anti-expulsion »... Le lendemain de l'expulsion de l'église Saint-Bernard, décidée par le gouvernement Juppé, Libération en fait sa UNE, avec une photo des CRS démolissant la porte de l'église et une citation du ministre de l'Intérieur, Jean-Louis Debré, « avec humanité et cœur ». L'image marque durablement les esprits, à gauche mais aussi à droite (Édouard Balladur déclarera, plus tard: « Moi, ce qui m’a choqué, c’est qu’on démolisse avec des haches la porte d’une église »). Les rappeurs se mobilisent, avec notamment la sortie d'un disque, 11′30 contre les lois racistes. De même, le milieu du cinéma, avec L'Appel des 66 cinéastes, publié dans Le Monde et signé à la suite de la condamnation d'une Française ayant hébergé un étranger en situation irrégulière: on commence alors à parler d'un « délit de solidarité »,,,,.
Sous le gouvernement de Lionel Jospin (1997-2002), la circulaire Chevènement permet la régularisation de 80 000 étrangers en situation irrégulière sur la base d'un examen au cas par cas. Celui-ci est fondé sur des critères comme les éléments d'intégration dans la société française « l'existence de ressources issues d'une activité régulière » et « le respect des obligations fiscales » puis la délivrance d'une titre de séjour salariés « dès lors qu'ils manifesteront l'intention d'occuper un emploi ». Un an après le retour de la gauche au pouvoir, la victoire française au cours de la finale de la Coupe du monde, en juin 1998, est l'occasion d'une célébration massive de la « France Black-Blanc-Beur » ; cela n'empêche pas la présence du candidat du Front national au second tour de l'élection présidentielle de 2002.
Après 2005, la multiplication des arrestations de étrangers en situation irrégulière a entraîné la création de collectifs « anti rafles ». La présidence de Nicolas Sarkozy (2007-2012) marque une inflexion répressive de la politique migratoire. Le Réseau éducation sans frontières (RESF), créé en 2004 et qui inclut notamment des parents d'élèves pas nécessairement engagés à gauche, devient très actif. L'année 2008 a quant à elle été marquée par une vague de mutineries dans les centres de rétention, aboutissant à l'incendie et à la destruction de plusieurs d'entre eux (notamment celui de Vincennes, déclenché après le décès d'un retenu, en juin 2008).
De même qu'en 1998, en réponse à des mouvements de grève localisés, la « circulaire Valls » permet à partir de 2012 quelques milliers de régularisations d'étrangers en situation irrégulière sur la base principale du contrat de travail.